# À chacun son enfer
Pour plus de détails, voir Fiche technique et Distribution.
À chacun son enfer est un film franco-ouest-allemand réalisé par André Cayatte et sorti en 1977.

## Synopsis
La petite Laurence a été enlevée. Sa mère, Madeleine, affronte sa famille, la presse, la police, rassemble la rançon, mais en vain. Cayatte nous présente le calvaire et la douleur de cette mère.

## Fiche technique
- Titre : À chacun son enfer
- Réalisation : André Cayatte, assisté de Marc Rivière et Jacques Bourdon
- Scénario : André Cayatte (histoire) et Jean Curtelin (dialogue)
- Montage : Paul Cayatte
- Musique : Vladimir Cosma
- Photographie : Maurice Fellous et Ennio Guarnieri
- Décors : Robert Clavel
- Producteur : Sergio Gobbi
- Pays :  France et  Allemagne de l'Ouest
- Format : couleur
- Genre : drame
- Durée : 100 minutes (1 h 40)
- Date de sortie : 
  - France -  2 février 1977

## Distribution
- Annie Girardot : Madeleine Girard
- Bernard Fresson : Bernard Girard
- Hardy Krüger (voix doublée par Pierre Arditi) : le commissaire Bolar
- Stéphane Hillel : Michel
- Fernand Ledoux : le beau-père de Madeleine
- Édith Scob : la "folle"
- Astrid Frank : Sylvie
- Anne-Marie Hanschke : la mère de Madeleine
- Leila Fréchet : Laurence
- François Perrot : le directeur de la TV
- Jacques Zanetti : un conducteur
- Roger Miremont : un policier
- Marius Laurey : un gardien
- Jean-Louis Lescène : un speaker TV
- Florence Giorgetti : une secrétaire
- Alain Chevallier : un speaker TV
- Jean-Paul Tribout : un reporter TV
- François Timmerman : un journaliste TV
- Jean-Claude Magret : un journaliste TV
- Alain Beregi : un journaliste
- Liza Braconnier : une journaliste
- Claudine Berg
- Jacques Bouanich (sous le nom de Jean-Jacques Bouanich)
- Michel Degand
- Marthe Villalonga
- Jean-François Dérec
- Georges Frédéric Dehlen

## Réception
Le film est interdit aux moins de 18 ans à sa sortie (depuis interdit aux moins de 16 ans avec la réévaluation du panel de classification en 1990) et a totalisé 994 614 entrées en fin d'exploitation

## Critiques et commentaires
À propos du film Jacques Siclier écrit : « Selon que l'on accepte ou non cette conception du spectacle et, pour notre part, nous ne l'acceptons pas, on jugera Annie Girardot bouleversante ou insupportable. L'actrice provoque les larmes avec toutes les ressources d'un métier dont il n'y a plus à faire la démonstration. Utilisant le cliché qui convient à ces performances où l'on s'arrache les tripes, on peut dire qu'Annie Girardot "vit intensément son rôle". Mais Cayatte l'a poussée dans la voie d'un pathétique qui devient indécent et gênant tant il met à nu des réactions intimes qui devraient, pourtant, commander le respect ».